# Bandihal, Yelbarga
Bandihal là một làng thuộc tehsil Yelbarga, huyện Koppal, bang Karnataka, Ấn Độ.